# (100936) Mekong
(100936) Mekong ist ein im inneren Hauptgürtel gelegener Asteroid. Er wurde am 26. Juni 1998 von dem belgischen Astronomen Eric Walter Elst am La-Silla-Observatorium der Europäischen Südsternwarte in Chile (IAU-Code 809) entdeckt.
Mittlere Sonnenentfernung (große Halbachse), Exzentrizität und Neigung der Bahnebene von (100936) Mekong liegen innerhalb der jeweiligen Grenzwerte, die für die Nysa-Gruppe definiert sind, einer nach (44) Nysa benannten Gruppe von Asteroiden (auch Hertha-Familie genannt, nach (135) Hertha).
(100936) Mekong wurde am 12. März 2012 nach dem südostasiatischen Fluss Mekong benannt, der sechs Länder durchquert.